# Diaoyutai Shuiku
Diaoyutai Shuiku är en reservoar i Kina. Den ligger i provinsen Anhui, i den östra delen av landet, omkring 210 kilometer sydväst om provinshuvudstaden Hefei. I omgivningarna runt Diaoyutai Shuiku växer i huvudsak blandskog.
Genomsnittlig årsnederbörd är 1 963 millimeter. Den regnigaste månaden är maj, med i genomsnitt 310 mm nederbörd, och den torraste är januari, med 52 mm nederbörd.